# Techno Viking
Techno Viking ("Vikingo Techno") es un fenómeno de internet basado en un vídeo de la edición de 2000 de la Fuckparade en Berlín, Alemania.

## Sumario
El vídeo, de cuatro minutos y rodado por el artista experimental Matthias Fritsch en la Fuckparade el 8 de julio de 2000, empieza con el título "Kneecam No. 1", y muestra a un pequeño grupo de gente bailando, entre la que destaca una joven con el cabello teñido de azul. Otro joven, saltando desde una posición elevada, choca con ella y casi la derriba, y entonces interviene un hombre musculoso y barbado, desnudo de cintura para arriba y luciendo un colgante del martillo de Thor al cuello. El hombre apresa por los brazos al joven, aparentemente reprendiéndole por su falta de cuidado, y le hace salir del encuadre señalándole con el dedo en ademán admonitorio, reiterando el gesto con contundencia. Resuelto el disturbio, otro miembro de la concurrencia ofrece al hombre una botella de agua invertida mientras empiezan a marchar calle abajo, y éste, tras beber de ella, comienza a bailar enérgicamente al son de la música tecno del festival (específicamente, "Navigator" de Can-D-Music y "Save Changes And Exit" de Winstan vs. Noia).

## Historia
Fritsch subió el vídeo a internet en 2001, con la intención de sembrar la duda en los espectadores sobre si aquella curiosidad era real o había sido preparada.
En 2006 lo subió a YouTube, y el vídeo se volvió viral un año después. Según Fritsch, su popularidad comenzó en una página pornográfica centroamericana. Tras ser posteado en Break.com, alcanzó el 28 de septiembre el millón de visitas por día y fue visto por más de diez millones en un período de seis meses. Más de 700 respuestas y versiones editadas aparecieron durante este tiempo. Fue el vídeo número uno en la serie de tres episodios Drink and Drugs en Rude Tube. Así mismo, Mathew Cullen y Weezer mostraron su intención de incluir al Techno Viking en su complicación de fenómenos de internet para su videoclip "Pork and Beans", aunque no pudo ser así. El Techno Viking llegó a ser plasmado al óleo en una serie de obras de arte sobre fenómenos de internet. A mediados de 2010, el vídeo había generado 20 millones de hits sólo en Youtube. El vídeo fue articulizado en la página Know Your Meme, donde se recogieron imágenes derivadas del vídeo, en especial una con el Techno Viking apuntando con el dedo sobre la palabra "Obey" ("obedece"), así como en la Encyclopedia Dramatica.
Fritsch fundó una página llamada Techno Viking Archive para "investigar las estrategias de práctica participatoria en las redes sociales digitales" y presentó ponencias sobre la acogida del vídeo. Su proyecto Music from the Masses fue inspirado por la experiencia del Techno Viking: explora la colaboración mediante vídeos sin sonido a fin de que otros artistas proporcionen audios y bandas sonoras. En respuesta a acciones legales tomadas por el hombre representado en el vídeo, el acceso a este ha sido restringido desde 2009.
Fritsch no conocía la identidad del hombre mientras rodaba el vídeo. Se especuló ampliamente sobre su identidad: un participante del segmento de 2009 "Bodybuilding" del programa de televisión alemán Raab in Gefahr fue señalado como un posible Techno Viking por un usuario de YouTube, mientras que fanes de las artes marciales mixtas creyeron identificar en él a Keith Jardine, por entonces luchador de la Ultimate Fighting Championship.
El 17 de enero de 2013 se abrió contra Fritsch un juicio por violación de derechos de imagen por parte del hombre representado en el vídeo, cuya identidad continuó anónima. En junio, Fritsch fue obligado a pagar la cantidad de 13.000 euros en daños, sumada a la mayoría de sus ganancias en publicidad de YouTube y venta de merchandising relacionada con el vídeo, y fue obligado a cesar la publicación de su imagen. La decisión legal dejó a Fritsch endeudado, y este decidió atraer financiación por medio de micromecenazgo para rodar un documental sobre el caso, The Story of Technoviking, el cual fue estrenado en 2015.